# Morten Suurballe

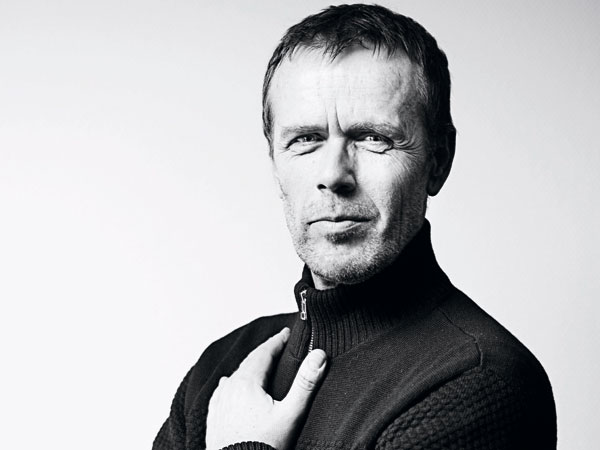
Morten Suurballe (2011)

Morten Sasse Suurballe (* 8. März 1955 in Kopenhagen) ist ein dänischer Theater- und Filmschauspieler.

## Leben
Morten Suurballe wurde am 8. März 1955 in Kopenhagen geboren. Er absolvierte 1978 seine Ausbildung zum Schauspieler an der Danish National School of Performing Arts. Nach seinem erfolgreichen Abschluss war er an mehreren Theatern als Schauspieler tätig, unter anderen am Det Kongelige Teater. Vom 19. März 1995 bis ins Jahr 2003 war er mit der dänischen Schauspielerin Julie Wieth verheiratet. Die beiden wurden Eltern zweier Kinder. Tochter Amalie Suurballe Wieth (* 1987) wirkte 2004 in dem Kurzfilm Pandasyndromet mit, Sohn Johan Suurballe Wieth (* 1991) ist Gitarrist der Band Iceage. Suurballe ist in zweiter Eher mit der Schauspielerin Maria Rossing verheiratet. 2008 wurde die gemeinsame Tochter Eigil Suurballe Rossing geboren.
Im Dezember 2003 wurde er mit der Auszeichnung Dannebrogorden für besondere Verdienste um die Schauspielkunst ausgezeichnet.

## Karriere
Im Jahr 1981 gab Suurballe in Kniven i hjertet sein Schauspieldebüt. Ab Mitte der 1980er Jahre folgten Nebenrollen in Fernseh- und Kinofilmen sowie Episodenrollen in verschiedenen Fernsehserien. 2005 stellte er einen Richter im Film Dark Horse dar. Von 2007 bis 2012 verkörperte er in insgesamt 30 Episoden der Fernsehserie Kommissarin Lund – Das Verbrechen die Rolle des Lennart Brix. Seine Rolle neben Sofie Gråbøl machte ihn national bekannt. 2017 übernahm er in den Fernsehserien X Company die Rolle des Obergruppenführer Ulrich Schmidt und Hans Werner Hoffman in der Mini-Serie Acceptable Risk. Im selben Jahr stellte der 1,95 m große Schauspieler den Antagonisten im Film Skybound dar. 2018 war er in der Rolle des Severin in sieben Episoden der Fernsehserie Small Town Criminals – Vollzeiteltern, Teilzeitgauner zu sehen. 2021 übernahm er in der deutschen Produktion Zurück ans Meer mit der Rolle des Christian Johansen eine der Hauptrollen im Film.

## Filmografie (Auswahl)
- 1981: Kniven i hjertet
- 1986: Frygtens marked (Fernsehfilm)
- 1986: Et skud fra hjertet
- 1986: Flambierte Herzen (Flamberede hjerter)
- 1988: En flicka kikar i ett fönster (Fernsehfilm)
- 1988: Opbrud
- 1988: Far på færde (Fernsehserie, Episode 1x01)
- 1990: Kirsebærhaven 89 (Fernsehserie, Episode 1x01)
- 1991: En dag i oktober
- 1991: Die Jungen von St. Petri (Drengene fra Sankt Petri)
- 1992: Gøngehøvdingen (Fernsehserie, 3 Episoden)
- 1992: Parløb (Fernsehserie, Episode 2x02)
- 1992: Snooky – Mein allerbester Freund (Snøvsen)
- 1994: Flemming og Berit (Fernsehserie, 4 Episoden)
- 1994: Frække Frida og de frygtløse spioner
- 1994: Zerline – En tjenestepiges fortælling (Fernsehfilm)
- 1995: Carmen & Babyface
- 1995: Menneskedyret
- 1996: Colombe (Fernsehfilm)
- 1996: Charlot og Charlotte (Miniserie, Episode 1x03)
- 1996: Operation Negerkys (Fernsehserie, Episode 1x06)
- 1997: Den hemmelige tunnel (Fernsehserie, Episode 1x01)
- 1998: Mimi og madammerne
- 1998: Strisser på Samsø (Fernsehserie, Episode 2x04)
- 1999: Manden som ikke ville dø
- 2000: Sparekassen (Fernsehfilm)
- 2000: Slip hestene løs
- 2002: Unit One – Die Spezialisten (Rejseholdet) (Fernsehserie, Episode 3x08)
- 2002: Hotellet (Fernsehserie, 2 Episoden)
- 2002: Antikrist (Sprechrolle)
- 2004: Der Adler – Die Spur des Verbrechens (Ørnen: En krimi-odyssé) (Fernsehserie, Episode 1x03)
- 2005: Mein Vater der Boxer (Min far er bokser) (Kurzfilm)
- 2005: Havanna (Kurzfilm)
- 2005: Dark Horse (Voksne mennesker)
- 2005: Bag det stille ydre
- 2005: Les amours perdus (Kurzfilm)
- 2005: Flyd mine tårer (Kurzfilm)
- 2005: Jul i Valhal (Fernsehserie, 4 Episoden)
- 2006: Rene hjerter
- 2007: Cecilie
- 2007: Anna Pihl – Auf Streife in Kopenhagen (Anna Pihl) (Fernsehserie, Episode 2x06)
- 2007: Ung mand falder (Kurzfilm)
- 2007: Daisy Diamond
- 2007: Guldhornene
- 2007–2012: Kommissarin Lund – Das Verbrechen (Forbrydelsen) (Fernsehserie, 30 Episoden)
- 2008: Album (Fernsehserie, 2 Episoden)
- 2009: Kærestesorger
- 2011: Anstalten (Fernsehserie, 2 Episoden)
- 2011: M for Markus (Kurzfilm)
- 2011: Skyskraber
- 2011: Die Brücke – Transit in den Tod (Broen) (Fernsehserie, 2 Episoden)
- 2014: Vikings (Fernsehserie, 4 Episoden)
- 2015: A Perfect Day
- 2015: Ditte & Louise (Fernsehserie, Episode 1x03)
- 2015: Juleønsket (Fernsehserie, 24 Episoden)
- 2016: Alt det vakre
- 2016: Fuglene over sundet
- 2017: X Company (Fernsehserie, 9 Episoden)
- 2017: Skybound
- 2017: Gælden
- 2017: Acceptable Risk (Mini-Serie, 6 Episoden)
- 2018: The Guilty (Den skyldige)
- 2018: The Romanoffs (Fernsehserie, Episode 1x03)
- 2018: Small Town Criminals – Vollzeiteltern, Teilzeitgauner (Friheden) (Fernsehserie, 7 Episoden)
- 2019: Hacker – Die Zeus-Verschwörung (Hacker)
- 2020: Advokaten (Fernsehserie, 8 Episoden)
- 2020: Grow (Fernsehserie, 2 Episoden)
- 2020: En rapport om festen og gæsterne
- 2020: Helden der Wahrscheinlichkeit (Retfærdighedens ryttere)
- 2020: Julefeber (Fernsehserie, 2 Episoden)
- 2021: Fuglenes Afgrund (Kurzfilm)
- 2021: Zurück ans Meer (Fernsehfilm)
- 2021: Das Bombardement (Skyggen i mit øje)